# Black Sunday
Black Sunday — другий музичний альбом гурту Cypress Hill. Виданий 1993 року. Загальна тривалість композицій становить 43:44. Альбом відносять до напрямку реп.

## Список пісень
1. «I Wanna Get High»
2. «I Ain't Goin' Out Like That»
3. «Insane In The Brain»
4. «When The Shit Goes Down»
5. «Lick A Shot»
6. «Cock The Hammer»
7. «Interlude»
8. «Lil' Putos»
9. «Legalize It»
10. «Hits From The Bong»
11. «What Go Around Come Around, Kid»
12. «A To The K»
13. «Hand On The Glock»
14. «Break 'Em Off Some»